# Giuseppe Garampi
Giuseppe Garampi (ur. 29 października 1725 w Rimini, zm. 4 maja 1792 w Rzymie) – włoski biskup rzymskokatolicki, kardynał.

## Życiorys
Urodził się 29 października 1725 roku w Rimini, jako drugie dziecko hrabiego Lorenza Garampiego i markizy Diamante Belmonti. Otrzymał szczegółowe wykształcenie, a jednym z jego nauczycieli był Giovanni Vianchi. Garampi początkowo był przygotowywany do studiowania nauk przyrodniczych, jednakże postanowił podjąć naukę prawa, historii i antyku. Jego wykładowcami byli m.in. Giovanni Lami, Paolo Maria Paciaudi, Raimondo Adami i Annibale degli Abati Olivieri, a w Modenie poznał także Ludovica Antonia Muratoriego. W 1745 roku został najmłodszym studentem Accademia dei Lincei w Rimini. Rok później zdecydował się objąć drogę duchownego i po otrzymaniu tzw. święceń niższych, udał się do Rzymu. We wrześniu 1747 roku otrzymał święcenia subdiakonatu i diakonatu. W Rzymie studiował prawoznawstwo i historię Kościoła w dominikańskiej Accademia Ecclesiastica, pod kierownictwem ojca Tommasa Marii Mamachiego. Nawiązał wówczas kontakty z erudytami, chcącymi przeprowadzić reformę Kościoła, a także napisał książkę „De nummo argenteo Benedicti III pont. max. Dissertatio in qua plura ad pontificiam historiam illustrandam, et Johannae papissae fabulam refellendam proferuntur”, którą zadedykował papieżowi Benedyktowi XIV.
31 maja 1749 roku otrzymał święcenia prezbiteratu. Został wówczas koadiutorem prefekta Tajnych Archiwów Watykańskich, z prawem sukcesji. Stanowisko objął w 1751 roku, zostając jednocześnie kanonikiem bazyliki św. Piotra na Watykanie. W latach 50. został także prefektem archiwów bazyliki patriarchalnej, Zamku Świętego Anioła, osobistym prałatem i kapelanem Jego Świątobliwości. Rozpoczął wówczas pracę nad zebraniem obszernych zbiorów obu archiwów i stworzył monumentalne, 124-tomowe dzieło, które wciąż ma znaczenie dla badań archiwalnych. Z uczonymi europejskimi pracował także nad 22-tomowym „Orbis Christianus” – historią wszystkich diecezji Kościoła katolickiego, która pozostała jednak niedokończona i nieopublikowana. W czerwcu 1761 roku został mianowany wizytatorem apostolskim klasztoru cystersów w Salem, z tajną misją zadbania o interesy Stolicy Apostolskiej podczas konferencji pokojowej w Augsburgu, która próbowała położyć kres wojnie siedmioletniej. Wyjechał z Salem w sierpniu, w towarzystwie sekretarza Callisto Mariniego i odbył liczne podróże, by odwiedzić archiwa i biblioteki klasztorów niemieckich i szwajcarskich oraz nawiązać relacje z lokalnymi uczonymi.
W lipcu 1762 roku odbył podróż po landach Królestwa Niemieckiego, odwiedzając m.in. Bonn, Baden-Baden, Frankfurt, Karlsruhe, Koblencję, Kolonię, Mannheim, Moguncję oraz Rastatt. W czasie tych wypraw zaobserwował, jak pokojowo współistnieją tam katolicy, luteranie, kalwini i żydzi, a także nawiązał znajomość z elektorem Palatynatu Reńskiego Karolem IV Teodorem. Po dwóch miesiącach podróży po krajach niemieckich pojechał do Republiki Zjednoczonych Prowincji Niderlandzkich, by zebrać informację o sytuacji katolików, a także o obecności jansenistów. Następnie udał się do Niderlandów Austriackich, gdzie wizytował w Antwerpii (spotkał się tam z bollandystami), Brukseli, Mechelen i na uniwersytecie w Lowanium. Kolejnym etapem jego ekspedycji było biskupstwo Liège, a następnie Królestwo Francji, gdzie został do początku 1763 roku, prowadząc badania archiwistyczne w bibliotekach. Zdecydował się wówczas ponownie udać się do Królestwa Niemieckiego, aby rozstrzygnąć kwestie sporne pomiędzy Stolicą Piotrową a biskupem Augsburga. Wkrótce potem rozpoczął podróż powrotną do Rzymu, zatrzymując się w Salzburgu i Wiedniu. W ciągu miesięcznego pobytu wizytował w tamtejszych uniwersytetach i Bibliotece Cesarskiej, a także, za pośrednictwem nuncjusza papieskiego Vitaliana Borromea, poznał cesarzową Marię Teresę Habsburżankę. Pod koniec maja powrócił do Rzymu, po niemalże rocznej nieobecności.
W styczniu 1764 roku ponownie udał się do Frankfurtu, towarzysząc nuncjuszowi Lucerny, Niccolò Oddiemu w koronacji Józefa II Habsburga na nowego cesarza. Garampiemu powierzono wówczas delikatną kwestię rozwiązania konfliktu pomiędzy członkami kapituły katedralnej w Spirze a jej dziekanem, Augustem von Limburg-Stirumem. Spór mógł zagrozić relacjom Państwa Kościelnego z elektorami niemieckimi, jednakże Garampi go załagodził. Wykorzystując okazję, ponownie odbył podróż po Królestwie Niemieckim, Zjednoczonych Prowincjach Niderlandzkich, Niderlandach Austriackich i księstwie Liège. W czasie ekspedycji przeczytał książkę „O stanie Kościoła i prawowitej władzy papieża rzymskiego księga pojedyncza ułożona ku zjednoczeniu rozszczepionych w religii chrześcijan” autorstwa Johanna Nikolausa von Hontheima, z którego teoriami się nie zgadzał. W grudniu 1764 roku powrócił do Rzymu. Dwa i pół roku później, podczas wizyty Józefa II i jego brata Wielkiego Księcia Toskanii Leopolda II, Garampi ponownie miał okazję szczegółowo omówić z cesarzem najważniejsze kwestie polityczne, czym wywołał dobre wrażenie w monarchii. Był członkiem powołanej w 1767 roku przez papieża Klemensa XIII w związku z groźbą przyznania praw dysydentom Kongregacji do Spraw Polskich. 16 stycznia 1772 roku papież Klemens XIV przyznał mu tytuł doktora utroque iure z ramienia Rzymskiego Uniwersytetu „La Sapienza”.
27 stycznia 1772 został mianowany arcybiskupem tytularnym Berytusu (współcześnie: Bejrut). sakrę przyjął 9 lutego z rąk kardynała Lazzara Opizia Pallaviciniego. 15 kwietnia został mianowany przedstawicielem Stolicy Apostolskiej w Polsce, a cztery dni później został asystentem Tronu Papieskiego. Do Korony Królestwa Polskiego przybył pod koniec lata i 6 września spotkał się z królem Stanisławem Augustem Poniatowskim. Rozmawiał z nim o dopiero co przeprowadzonym I rozbiorze Polski. W 1773 roku nastąpiła kasata zakonu jezuitów, która groziła zakłóceniem całego polskiego systemu szkolnictwa, co wiązało się z poważnym ryzykiem w sprawach religijnych. Dzięki umiejętnościom nuncjusza udało się zachować kontrolę nad szkołami przez zsekularyzowanych księży. Te działania sprawiły, że papież Pius VI zaproponował Garampiemu bardziej prestiżową nuncjaturę w Cesarstwie Rzymskim Narodu Niemieckiego i Królestwie Węgier. Ze stanowiska dyplomatycznego w Warszawie zrezygnował w 1775 roku, a 23 marca 1776 został nuncjuszem przy cesarzu. Dwa miesiące później, 20 maja został także arcybiskupem ad personam Montefiascone (współcześnie diecezja Viterbo).
Do Wiednia Garampi przyjechał, odwiedzając po drodze Śląsk, Prusy i Saksonię. Z pomocą arcybiskupa Wiednia Christopha Antona von Migazziego przeciwstawił się kościelnej polityce józefinizmu. Zaostrzyło to sytuację przedstawicieli Stolicy Piotrowej z rządem cesarskim, a sam Garampi zaczął być określany mianem „nieprzejednanego fanatyka”. Doprowadziło to do pogorszenia relacji Rzymu i Wiednia, lecz gdy Pius VI odbył podróż na spotkanie z Józefem II Habsburgiem, nuncjusz był obecny przy negocjacjach.
14 lutego 1785 roku został kreowany kardynałem prezbiterem. Ponieważ przebywał na misji dyplomatycznej, odebrał biret 22 grudnia. 3 sierpnia 1785 zrezygnował z nuncjatury w Wiedniu, a 3 kwietnia 1786 roku został mu nadany kościół tytularny Ss. Ioannis et Pauli. W 1790 roku został protektorem Collegium Germanicum. Cierpiąc z powodu reumatyzmu i obrzęków, w końcowych latach życia spędzał czas głównie w Rzymie i Montefiascone, a także w uzdrowiskach pomiędzy tymi miastami. Podarował zbiór 30 tysięcy książek seminarium duchownemu w Montefiascone, a także szkolił kleryków w seminariach diecezjalnych. Włączał się w działania mające usprawnić rolnictwo i zakładać lokalne organizacje charytatywne. Po odkryciu etruskiego grobowca Tomba del Cardinale wznowił swoją działalność naukową. Pomimo zaawansowanego wieku i słabego zdrowia, służył radą dostojnikom kościelnym w delikatnych negocjacjach Stolicy Apostolskiej z innymi państwami.
Zmarł 4 maja 1792 roku w Rzymie. Msza żałobna i pochówek odbył się w bazylice św. Apolinarego przy Termach. 16 listopada trumna z jego szczątkami została przetransportowana do jego kościoła tytularnego – bazyliki świętych Jana i Pawła. Główna część jego kolekcji 85 kodeksów i 27 inkunabułów przekazana została do Biblioteca Civica Gambalunga w Rimini. Około połowę jego kolekcji – 30–40 tysięcy książek wystawiono na sprzedaż. Katalog zebrany w pięciu tomach przez księgarza De Romansa został podzielony na dziedziny (teologia, historia, prawo, literatura i filozofia) i włączony do dzieł pisarzy katolickich i protestanckich, a także publicystów Oświecenia: Jean-Jacques’a Rousseau, Woltera, Monteskiusza i Guillaume’a Raynala.